# I'm Only Sleeping
〈I'm Only Sleeping〉은 1966년 자신들의 스튜디오 음반인 《Revolver》의 영국의 록 밴드 비틀즈의 곡이다. 미국과 캐나다에서는 캐피틀 레코드가 음반에서 삭제되고 대신 《Yesterday and Today》에 포함된 3개의 곡들 중 하나로 《Revolver》가 두 달 전에 발매되었다. 이 곡은 레논-매카트니 곡으로 인정받았지만, 주로 존 레논에 의해 작곡되었다. 이 트랙에는 조지 해리슨이 연주한 뒤로(또는 백마스킹된) 리드 기타 부분이 포함되어 있으며, 이러한 기술이 팝 레코딩에 사용된 것은 이번이 처음이다.
1987년 국제적인 CD 출시를 위한 비틀즈의 카탈로그 표준 이후, 이 노래는 북미의 《Revolver》에 등장했다. 1996년 《Anthology 2》 컴필레이션은 비틀즈가 처음으로 비브라폰을 사용한 것을 특징으로 하는 악기적 버전을 포함하여 《Revolver》 세션에서 나온 곡이 포함되어 있다.